# Eurynomeus australiae
Eurynomeus australiae är en insektsart som beskrevs av George Willis Kirkaldy 1906. Eurynomeus australiae ingår i släktet Eurynomeus och familjen vedstritar. Inga underarter finns listade i Catalogue of Life.